# Xã Allen, Quận Miami, Indiana
Xã Allen (tiếng Anh: Allen Township) là một xã thuộc quận Miami, tiểu bang Indiana, Hoa Kỳ. Năm 2010, dân số của xã này là 695 người.